# Pedro Cortés de Monroy
Pedro Cortés de Monroy (La Zarza, 1536-Panamá, 1617) fue un noble y terrateniente español, militar, explorador, conquistador, poblador y gobernante colonial con importante participación en la conquista de Chile y Argentina. Llegó a ser Coronel General del Reino de Chile en 1610 y procurador general del Reino de Chile en 1613, y uno de los pioneros en la elaboración del Pisco y Vino de Chile.
Fue miembro y genearca de la Familia Cortés de Monroy, una de las familias Criollas más acaudaladas de San Bartolomé de La Serena y principales terratenientes del Norte Chico de Chile desde principios del siglo XVII hasta fines del siglo XIX y tronco de una de las más importantes familias chilenas del Chile colonial.

## Biografía

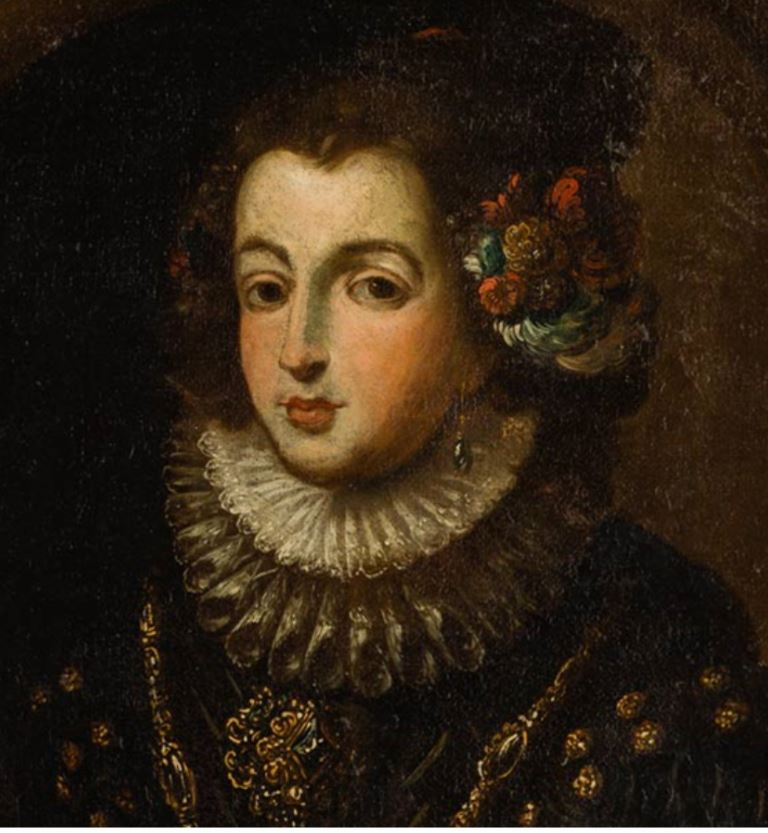
Elena de Cisternas y Tobar, hija del capitán Pedro de Cisternas, En 1573 al contraer matrimonio Pedro Cortés de Monroy le entregaba a su hija una dote matrimonial de 12.000 pesos.

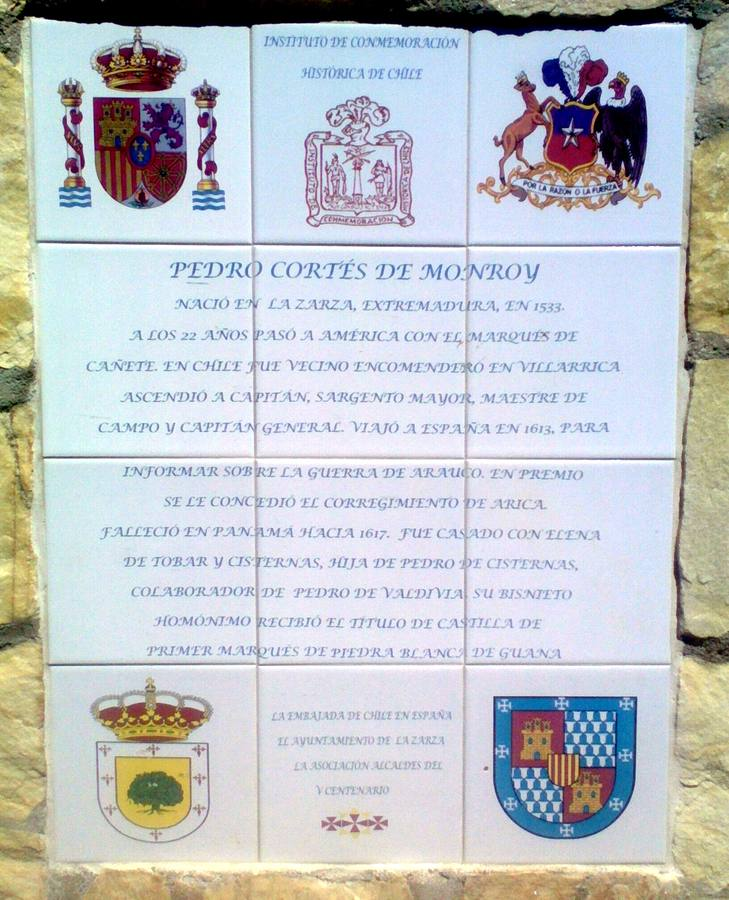
Detalle del monumento a Pedro Cortés de Monroy en La Zarza, Extremadura, España

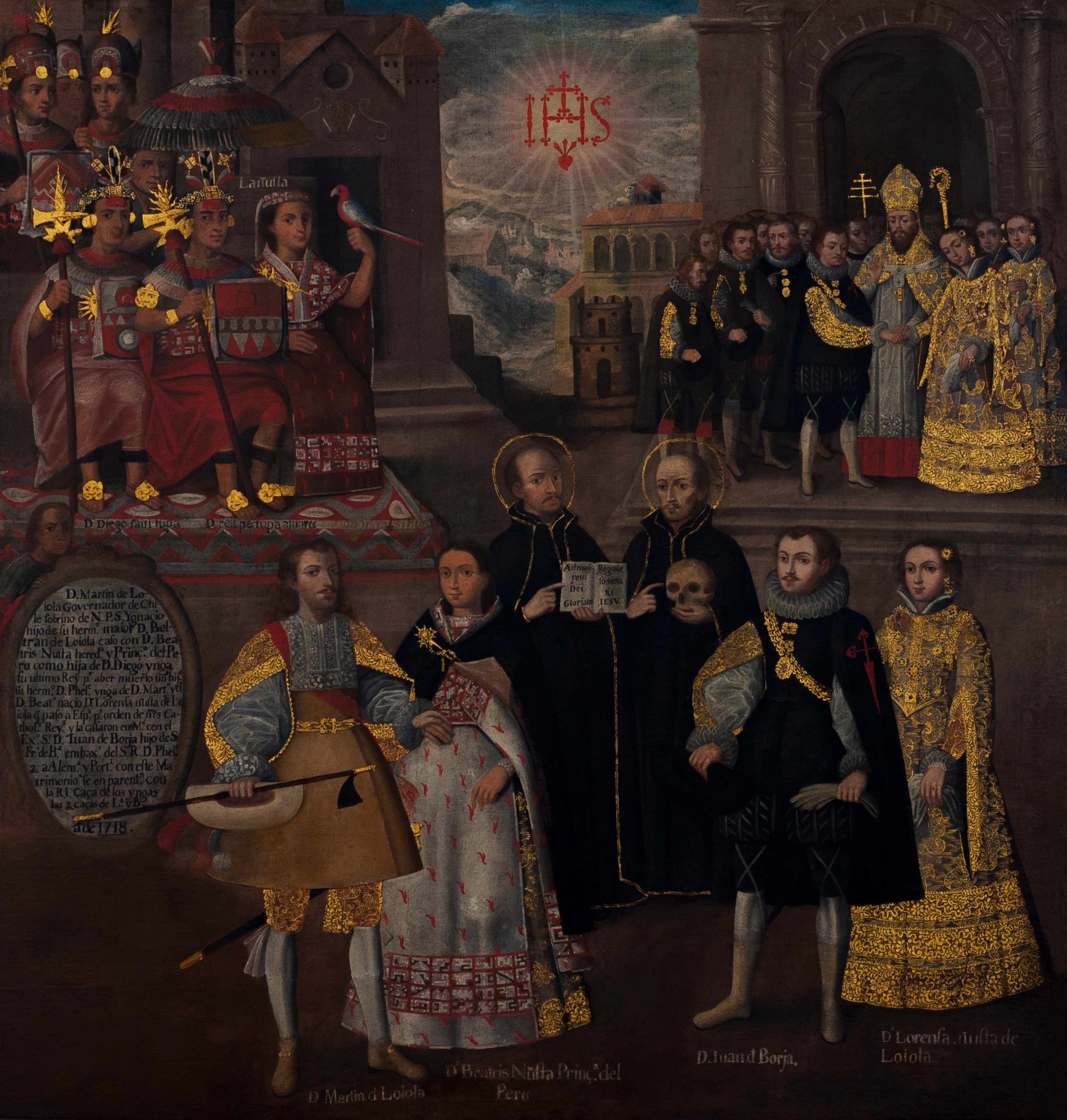
Martín García Óñez de Loyola con la princesa inca Beatriz Clara Coya Cortés de Monroy fue uno de los principales colaboradores de este Gobernador de Chile.

Este soldado extremeño, pacense y zarceño, de la época renacentista, nacía en la villa de La Zarza (Badajoz, España) y fue bautizado el 15 de abril de 1536, siendo sus padres Juan Regas y María Mateos y Cortés de Monroy, quien estaba emparentada con el conquistador de México Hernán Cortés. Pedro, era el mayor de los cinco hijos que tuvo el matrimonio, antes de pasar a Perú en 1555. El último era Alonso quien adoptó los apellidos de Hernández Regas, nacido en 1551 y criado en Chile o Perú.
En octubre de 1555, cuando Pedro contaba 19 años, al enviudar su padre se embarcaban hacia Perú en el séquito del virrey, Andrés Hurtado de Mendoza marqués de Cañete, y el joven zarceño se alistaba en las fuerzas del gobernador García Hurtado de Mendoza, quien iba a sustituir a Francisco de Villagra en el gobierno de Chile por el sonado fracaso en la batalla contra Lautaro, la caprichosa ejecución del capitán Pedro Sánchez de la Hoz y el autonombramiento de gobernador que arbitrariamente se adjudicó cuando murió Pedro de Valdivia.

## Sus acciones guerreras
Los indígenas chilenos, tan flemáticos e indiferentes a las nuevas corrientes civilizadoras que intentaban los españoles, eran los más belicosos e indomables de todos los que habían encontrado los españoles en sus acciones conquistadoras meridionales. En aquellos primeros intentos dominadores, era más que imposible el entendimiento y la pacificación del indígena chileno, y en 1557 Pedro Cortés asistía a la cruenta batalla de Millarapué, donde 500 españoles completamente pertrechados, a duras penas consiguieron derrotar a 6000 araucanos.
Al año siguiente, había que reorganizar lo dominado y darle patente de continuidad, y Pedro Cortés también se distinguía como urbanista, colaborando y organizando las diversas cuadrillas para enfrentar la reconstrucción de Santiago de Chile, ya que desde que lo fundara en 1541 Pedro de Valdivia, los continuos ataques de las hordas indígenas y los frecuentes terremotos que se sucedieron, habían arruinado la ciudad y deteriorado su escasa infraestructura.
Entonces la paz era una utopía y los problemas conquistadores se sucedían con demasiada frecuencia, y en 1561 se produce un sorpresivo enfrentamiento con los araucanos de la comarca, y de los 85 españoles que formaban la expedición, 45 morían en aquella violenta batalla donde también hirieron a Cortés de Monroy, y tuvo que ser retirado a la ciudad de Angol para que le curaran sus heridas. Una vez que había sanado, participa en otra misión y logra capturar a cuatro caciques araucanos cuando le habían tendido una trampa para apresarlo, y hábilmente lograba esquivar el cerco indígena.

## Recompensas
En 1573 hacía información de sus servicios prestados ante la Audiencia de Concepción, y al año siguiente solicitaba al presidente del Consejo de Indias una recompensa por las aportaciones defensivas y las actividades castrenses prestadas durante el mandato de los gobernadores Hurtado de Mendoza, Pedro de Villagra, Rodrigo de Quiroga y Bravo de Sarabia. En los años de 1576 y 1592 elevaba a las autoridades otras informaciones de servicios prestados, con lo que obtendría los siguientes e importantes cargos: sargento mayor en 1592; maestre de campo en 1600; y maestre general de campo en 1602.
Además de varias recompensas por sus acciones guerreras en las numerosas batallas donde intervino y el reconocimiento oficial de los diversos cargos que ocupó hasta 1602, entre ellos Regidor de La Serena en los años 1579, 1586 y 1587, Alcalde de La Serena en 1580 y 1588. Por sus altas cualidades castrenses se le nombraba miembro del Consejo de Guerra, y en 1610 añadía otro eslabón más a su palmarés y era ascendido a Coronel General del Reino de Chile. Por aquellas fechas, la Audiencia informaba que Pedro Cortés de Monroy era la primera figura militar del territorio chileno.

## Elevados servicios
Y con esos ganados laureles, en 1613 era enviado a España como procurador general del Reino de Chile; en su viaje, y cerca de las costas portuguesas de las islas de Cabo Verde, un navío pirata atacó al barco español, y Cortés de Monroy, estando malherido con quince lesiones en el cuerpo, logró ponerse al frente de su marinería y hundir el barco pirata. Además de perder los bienes que llevaba para su estancia en España, tuvo que ser hospitalizado y curado en Lagos (la antigua capital de Nigeria) a expensas del virrey de Portugal.
Después de reponerse de aquel contratiempo, desde territorio nigeriano viajaba a España para cumplir el encargo y exponía en la Corte una serie de medidas para terminar con las rebeliones de los araucanos; medidas que pasado algún tiempo cayeron en el olvido y no fueron aplicadas. Algún tiempo después, Cortés de Monroy volvía a Chile porque había sido nombrado corregidor de Arica, pero como no estaba hecho para la aburrida burocracia, solicitó de nuevo su incorporación a la pacificación del país. Cuando en 1617 navegaba nuevamente desde España hacía Chile, en las proximidades de Panamá les atacaba un barco pirata y Cortés de Monroy perecía en aquel casual enfrentamiento.

## Particularidades familiares
En 1573, cuando ya había demostrado sobradamente su valor en las lides conquistadoras y había alcanzado el grado de capitán, casó con Elena de Tovar, hija del capitán Pedro de Cisternas, quien le entregaba a su hija una dote matrimonial de 12 000 pesos. De este matrimonio nacieron 8 hijos: 
1.- Pedro Cortés de Monroy y Cisternas, b. en La Serena, 22-IV-1594; c.c., velaciones en san Nicolás, Madrid, 15-VIII-1623 con Teresa de Riveros y Aguirre, n. Madrid 15-V-1602, c.s.
2.- Juan, n. en La Serena 1584, acompañó a su padre en su viaje a España, 1613, habiendo poco antes recibido el grado de capitán de infantería; se quedó allá cuando aquel volvió a Indias, a fin de solicitar mercedes del Rey; fue agraciado por Real Cédula, Campillo 21-X-1622 con una renta de 2.000 ducados en las encomiendas que primero vacasen en Chile, en remuneración de los servicios de su padre. Caballero de Santiago, pese a la condición de pechero de su abuelo, por Real Cédula, El Pardo 6-II-1625. Partió en 1626 a Veragua a hacerse cargo de la gobernación. En Panamá en 1627. Se estableció posteriormente en el virreinato del Perú donde fue nombrado, 1637, corregidor de Huamalies, después de Chumbivilcas; y en 1651 de Andahuailas, donde falleció en 1653
Casó en Panamá con Ana Domonte, que una vez viuda ingresó al monasterio de la Encarnación en Lima. C.s.
3.- Francisco, n. en La Serena, c. 1 c. Isabel de Pliego; . 2 con Damiana de Moncada, c.s. de ambas
4.- Gregorio, n. en La Serena, 1595, c. ahí con Isabel de Mendoza y Aguirre, c.s.
5.- María Cortés Monroy y Tobar, n. en La Serena y ahí c.c. el capitán Francisco Hernández Ortiz, c.s. que sigue en Hernández Pizarro
6.- Mencía , n. en La Serena, c. ahí con el capitán Fernando de Alarcón, tatarabuelos del I duque de San Carlos además de conde del Puerto, conde de Castillejo, señor de la villa del puerto de Santa Cruz de la Sierra y señor de Valfondo y de un Roa que reivindica el marquesado de Piedra Blanca de Guana en España en 1813.
7.- Juana, n. en La Serena, donde testó ante Juan Campos, 13-I-1625; c.c. el capitán Rodrigo de Rojas Carabantes, c.s.
8.- Elena, n. en La Serena donde c.c. el capitán Juan Fernández de Castilla, c.s.